# Melittommopsis
Melittommopsis es un género de coleópteros de la familia Lymexylidae, que contiene las siguientes especies:
- Melittommopsis abdominale Pic, 1936
- Melittommopsis juquiensis Lane, 1955
- Melittommopsis nigra Lane, 1955
- Melittommopsis ruficolle (Pic, 1936)
- Melittommopsis validum (Schenkling, 1914)